# ترتون
ترتون (به انگلیسی: Thurton) یک روستا و محله مدنی در بریتانیا است که در South Norfolk واقع شده‌است. ترتون ۳٫۱۸ کیلومتر مربع مساحت و ۵۶۷ نفر جمعیت دارد.